# 上ノ橋 (福島県)
上ノ橋（かみのはし）は、福島県本宮市の阿武隈川に架かる福島県道73号二本松金屋線の道路橋である。

## 概要
- 全長：159.0m
- 幅員：6.0（14.0）m
- 竣工：2019年度

本宮市中心市街地の南部で一級河川阿武隈川を渡る。西詰は本宮市仁井田字村山に位置し、西進すると福島県道8号本宮熱海線を介し国道4号に至る。東詰は糠沢字赤木に位置し、当県道の旧道に突き当たり当路線は屈折し南進する。橋は車道2車線で供用されており、上下線両側に歩道が設置されている。道路管理者である福島県の文書では「上ノ橋」と表記されるが、所在地の本宮市の文書や、旧橋梁の銘板等では「上の橋」と表記されることもある。

## 沿革
- 1888年 - 当地に舟橋が架けられたとされる[1]。
- 1908年10月11日 - 木橋として落成[2]。全長131m[3]。
- 1911年9月 - 木橋として架替え。全長124 m、幅員2 m[4]。1913年8月に水害により流出[5]。
- 1930年8月 - RC桁橋＋土橋として架替え。全長127.9 m。1941年7月に流出し、全長63.9 mの木造仮橋を架設する[6]。
- 1955年3月 - 国と県の合併施工により従来の橋より200mほど上流側に先代の橋梁が着工される[2]。
- 1957年7月26日 - 先代の橋梁が竣工する。
  - 全長…128.95 m
  - 幅員…5.5 m
  - 最大支間長…25.7 m
  - 形式…5径間単純活荷重合成鈑桁橋
  - 開通…1957年7月26日[7]

西詰は本宮市本宮字鳴瀬に位置し、すぐ西側の字兼谷にて福島県道8号本宮熱海線（旧奥州街道。福島県道355号須賀川二本松線重用区間）と丁字路で重用区間から分岐する。東詰は高木字原に位置し当県道はここの十字路で南に屈折する。総工費は当時の金額で4100万円あまりである。
- 2019年11月8日 - 現在の橋梁が開通する[8]。

従来の橋梁が大型車のすれ違いが行えない狭隘区間となっており、歩道が未整備のため歩行者の通行の安全性も確保できていない。また国土交通省福島河川国道事務所による阿武隈川の堤防改修工事に必要な高さが確保されておらず、更に橋台の一部が河川敷に張り出し河道を狭める形状のため、阿武隈川の増水時には度々通行止めの規制が行われる。これらを解消するために架替えを行い、東詰から新たな市道である本宮市道赤木・狐森線を整備し東進させることで、西詰で接続する福島県道8号本宮熱海線を介して国道4号と阿武隈川東岸地域を結ぶ新たな幹線道路を整備する事業が行われている。当初は11月中旬の開通を予定していたが、10月12日から13日にかけて当地を襲った令和元年東日本台風（台風19号）により阿武隈川の氾濫、支流の安達太良川の堤防決壊が発生し、JR本宮駅を中心とした本宮市中心部の広範囲が水没したため、大量の災害ごみが発生し、その処理に多くの貨物車が行きかうことが予想されたことから、復興支援のために前倒しで開通した。なお、災害ごみ運搬車の交通確保のため旧橋梁も閉鎖せずに供用されていた。
- 2019年12月5日 - 旧橋梁が閉鎖され、撤去工事が開始される[9]。

## 周辺
- 市営村山住宅
- 北郡山カントリークラブ

## 隣の橋
- 阿武隈川

（上流） - 平成大橋 - 上ノ橋 - 安達橋（中ノ橋） - （下流）